# Terminal Windows
Terminal Windows es un emulador de terminal de múltiples pestañas que Microsoft ha desarrollado para Windows 10 y más adelante como sustituto de la Consola de Windows. Puede ejecutar cualquier aplicación de línea de comandos, incluidos todos los emuladores de terminal de Windows, en una pestaña independiente. Está preconfigurado para ejecutar el símbolo del sistema, PowerShell, WSL, SSH y Azure Cloud Shell Connector. Windows Terminal viene con su propio back-end de renderización; a partir de la versión 1.11 en Windows 11, las aplicaciones de línea de comandos pueden ejecutarse utilizando este nuevo back-end en lugar de la antigua Consola de Windows.

## Historia
Terminal Windows se anunció en la conferencia de desarrolladores Build 2019 de Microsoft en mayo de 2019 como una alternativa moderna para la Consola de Windows, y el código fuente de Windows Terminal apareció por primera vez en GitHub el 3 de mayo de 2019. La primera versión preliminar fue la versión 0.2, que apareció el 10 de julio de 2019. La primera versión estable del proyecto (versión 1.0) fue el 19 de mayo de 2020, momento en el que Microsoft comenzó a lanzar versiones preliminares como la app Windows Terminal Preview, que podía instalarse junto a la versión estable.

## Características
La Terminal Windows puede ejecutar múltiples aplicaciones de línea de comandos, incluyendo shells basados en texto en una ventana con múltiples pestañas. Es compatible con el Símbolo del sistema, PowerShell y Bash con el Windows Subsystem for Linux (WSL). También puede conectarse de forma nativa a Azure Cloud Shell.
Windows Terminal mejora la experiencia de los comandos basados en texto proporcionando soporte para:
- Pestañas, para mantener varias instancias en una sola ventana
- Secuencias de escape ANSI
- UTF-8 y UTF-16 (incluyendo ideogramas CJK y emojis)[nota 1]
- Renderización de texto acelerada por hardware mediante DirectWrite
- Compatibilidad con fuentes modernas y características de fuentes (véase más abajo)
- Color de 24 bits
- Efectos de transparencia en las ventanas
- Temas, imágenes de fondo y configuración del color de las pestañas
- Diferentes modos de ventana (por ejemplo, modo de pantalla completa, modo de enfoque, modo siempre en la parte superior)
- Paneles divididos
- Paleta de comandos
- Compatibilidad con la lista de salto
- Compatibilidad con Narrador mediante un árbol de Automatización de la Interfaz de Usuario (UIA)
- Compatibilidad con hipervínculos incrustados
- Copia de texto al portapapeles en formato HTML y RTF
- Entrada del ratón
- Atajos de teclado configurables
- Búsqueda incremental

### Cascadia Code
Cascadia Code es una tipografía monoespaciada creada por Aaron Bell de Saja Typeworks para la nueva interfaz de línea de comandos. Incluye ligaduras de programación y ha sido diseñada para mejorar el aspecto de la Terminal de Windows, las aplicaciones de terminal y los editores de texto como Visual Studio y Visual Studio Code. La fuente es de código abierto bajo la licencia SIL Open Font License y está disponible en GitHub. Está incluida en Windows Terminal desde la versión 0.5.2762.0.